# Дірк Кемпторн
Дірк Артур Кемпторн (англ. Dirk Arthur Kempthorne; нар. 29 жовтня 1951, Сан-Дієго, Каліфорнія) — американський політик з Республіканської партії. Він представляв штат Айдахо у Сенаті Сполучених Штатів з 1993 по 1999, 30-губернатор Айдахо з 1999 по 2006 роки. Потім він працював Міністром внутрішніх справ Америки в уряді Джорджа Буша-молодшого з 2006 по 2009 рік.
У 1975 здобув ступінь бакалавра у галузі політології в Університеті Айдахо. Він був мером Бойсе з 1986 по 1993.